# Pallacanestro Trapani 1993-1994
Questa voce raccoglie le informazioni riguardanti la Pallacanestro Trapani nelle competizioni ufficiali della stagione 1993-1994.

## Verdetti stagionali
Competizioni nazionali
- Serie A2:

stagione regolare: 11º posto su 16 squadre (12-18);
- Coppa Italia:

eliminazione ai Ottavi di finale dalla Olimpia Basket Pistoia;

## Stagione
La stagione 1993-1994 della Pallacanestro Trapani sponsorizzata Tonno Auriga, è la 3ª nel secondo campionato italiano di pallacanestro, la Serie A2. Si è classificata all'11º posto.

## Divise di gioco
Il fornitore ufficiale di materiale tecnico per la stagione 1993-1994 è Kronos.
| Casa | Trasferta |

## Organigramma societario
Area dirigenziale
- Presidente: Vincenzo Garraffa
- Direttore Sportivo: Valentino Renzi
- Dirigente: Francesco Todaro
- Dirigente: Franco Restivo

Area tecnica
- Allenatore: Giancarlo Sacco dall'11/01/1994
Giovanni Gebbia fino 10/01/1994
- Vice allenatore: Giacomo Genovese
- Preparatore atletico: Giovanni Basciano
- Medico sociale:
- Addetto agli arbitri:
- Responsabile sett. giovanile: Domenico Ciotta

## Roster
| Pallacanestro Trapani 1993-1994 | Pallacanestro Trapani 1993-1994 |
| Giocatori                       | Staff tecnico                   |
| ------------------------------- | ------------------------------- |

| N. | Naz.                                        | Ruolo | Nome                             | Anno | Alt.   | Peso   |  |
| -- | ------------------------------------------- | ----- | -------------------------------- | ---- | ------ | ------ |  |
| 4  | Francia (bandiera) · Italia (bandiera)      | C     | Ezio Battistella                 | 1969 | 204 cm |        |  |
| 6  | Stati Uniti (bandiera) · Bahamas (bandiera) | C     | Elvis Rolle (dal 27/02/94)       | 1958 | 205 cm | 100 kg |  |
| 7  | Argentina (bandiera) · Italia (bandiera)    | C     | Dario André                      | 1974 | 204 cm |        |  |
| 8  | Italia (bandiera)                           | P     | Marco Lokar                      | 1969 | 187 cm | 78 kg  |  |
| 9  | Italia (bandiera)                           | G     | Mario Romeo                      | 1974 | 195 cm |        |  |
| 10 | Italia (bandiera)                           | G     | Donato Di Monte                  | 1968 | 193 cm |        |  |
| 11 | Stati Uniti (bandiera) · Irlanda (bandiera) | G     | Ron Rowan                        | 1963 | 196 cm | 98 kg  |  |
| 13 | Italia (bandiera)                           | A     | Cristiano Carchia                | 1972 | 198 cm |        |  |
| 14 | Italia (bandiera)                           | PG    | Mario Piazza                     | 1969 | 194 cm | 94 kg  |  |
|    | Italia (bandiera)                           | C     | Salvatore Alfonso (dal 17/10/93) | 1974 | 205 cm |        |  |

| Allenatore                                                            |
| Giancarlo Sacco dall'11/01/1994 Giovanni Gebbia fino 10/01/1994       |
| Assistente/i                                                          |
| Giacomo Genovese Legenda - (C) Capitano - (IN) Inattivo - Infortunato |

## Mercato

### Sessione estiva
| Arrivi           | Arrivi            | Arrivi           |
| R                | Nome              | da               |
| ---------------- | ----------------- | ---------------- |
| G                | Donato Di Monte   | Virtus Ragusa    |
| A                | Cristiano Carchia | Virtus Ragusa    |
| G                | Ron Rowan         | Napoli Basket    |
| A                | Stephen Howard    | Utah Jazz        |
| Altre operazioni |                   |                  |
| R                | Nome              | da               |
| AC               | Dario André       | Pergamino Básket |
| P                | Andrea Danelli    | Free agent       |
| A                | Mario Romeo       | Free agent       |

| Partenze         | Partenze            | Partenze         |
| R                | Nome                | a                |
| ---------------- | ------------------- | ---------------- |
| C                | Bobby Lee Hurt      | Tofaş Bursa      |
| C                | Claudio Castellazzi | Pall. Paceco     |
| A                | Wendell Alexis      | Maccabi Tel Aviv |
| G                | Giuseppe Cassì      | Virtus Ragusa    |
| G                | Stefano Tosi        | Pall. Firenze    |
| A                | Sergio Zucchi       | Free agent       |
| C                | Enrico Favero       | Free agent       |
| Altre operazioni |                     |                  |
| R                | Nome                | da               |
| P                | David Dentici       | Free agent       |

### Operazioni esterne alla sessione
| Arrivi | Arrivi            | Arrivi      |
| R      | Nome              | da          |
| ------ | ----------------- | ----------- |
| C      | Elvis Rolle       | Virtus Roma |
| C      | Salvatore Alfonso | Free agent  |

| Partenze | Partenze       | Partenze   |
| R        | Nome           | a          |
| -------- | -------------- | ---------- |
| P        | Andrea Danelli | Free agent |
| A        | Stephen Howard | Utah Jazz  |
| A        | Marco Martin   | Free agent |

## Risultati

### Campionato

#### Girone di andata
| Trapani 26 settembre 1993 1ª giornata      | Pall. Trapani | 81 – 80         | Mens Sana Siena | Palagranata |
| Giovanni Gebbia Allenatori Cesare Pancotto |               |                 |                 |             |
|                                            |               |                 |                 |             |
| Giovanni Gebbia                            | Allenatori    | Cesare Pancotto |                 |             |

| Rimini 3 ottobre 1993 2ª giornata           | Basket Rimini | 102 – 80        | Pall. Trapani | Palasport Flaminio |
| Massimo Bernardi Allenatori Giovanni Gebbia |               |                 |               |                    |
|                                             |               |                 |               |                    |
| Massimo Bernardi                            | Allenatori    | Giovanni Gebbia |               |                    |

| Trapani 10 ottobre 1993 3ª giornata | Pall. Trapani | 84 – 74 | Basket Napoli | Palagranata |
| Giovanni Gebbia Allenatori          |               |         |               |             |
|                                     |               |         |               |             |
| Giovanni Gebbia                     | Allenatori    |         |               |             |

| Fabriano 17 ottobre 1993 4ª giornata       | Fabriano Basket | 88 – 80         | Pall. Trapani | PalaIndesit |
| Massimo Mangano Allenatori Giovanni Gebbia |                 |                 |               |             |
|                                            |                 |                 |               |             |
| Massimo Mangano                            | Allenatori      | Giovanni Gebbia |               |             |

| Trapani 24 ottobre 1993 5ª giornata | Pall. Trapani | 93 – 104 | Vicenza | Palagranata |
| Giovanni Gebbia Allenatori          |               |          |         |             |
|                                     |               |          |         |             |
| Giovanni Gebbia                     | Allenatori    |          |         |             |

| Trapani 31 ottobre 1993 6ª giornata | Pall. Trapani | 74 – 77 | Aresium | Palagranata |
| Giovanni Gebbia Allenatori          |               |         |         |             |
|                                     |               |         |         |             |
| Giovanni Gebbia                     | Allenatori    |         |         |             |

| Padova 7 novembre 1993 7ª giornata | Petrarca   | 101 – 95        | Pall. Trapani | Palasport San Lazzaro |
| Allenatori Giovanni Gebbia         |            |                 |               |                       |
|                                    |            |                 |               |                       |
|                                    | Allenatori | Giovanni Gebbia |               |                       |

| Trapani 21 novembre 1993 8ª giornata | Pall. Trapani | 88 – 59 | Pall. Ferrara | Palagranata |
| Giovanni Gebbia Allenatori           |               |         |               |             |
|                                      |               |         |               |             |
| Giovanni Gebbia                      | Allenatori    |         |               |             |

| Varese 28 novembre 1993 9ª giornata        | Pall. Varese | 109 – 93        | Pall. Trapani | PalaWhirlpool |
| Edoardo Rusconi Allenatori Giovanni Gebbia |              |                 |               |               |
|                                            |              |                 |               |               |
| Edoardo Rusconi                            | Allenatori   | Giovanni Gebbia |               |               |

| Trapani 5 dicembre 1993 10ª giornata    | Pall. Trapani | 83 – 65      | Pall. Pavia | Palagranata |
| Giovanni Gebbia Allenatori Attilio Caja |               |              |             |             |
|                                         |               |              |             |             |
| Giovanni Gebbia                         | Allenatori    | Attilio Caja |             |             |

| Sassari 12 dicembre 1993 11ª giornata     | Dinamo Sassari | 85 – 87         | Pall. Trapani | PalaSerradimigni |
| Zare Markovski Allenatori Giovanni Gebbia |                |                 |               |                  |
|                                           |                |                 |               |                  |
| Zare Markovski                            | Allenatori     | Giovanni Gebbia |               |                  |

| Trapani 19 dicembre 1993 12ª giornata     | Pall. Trapani | 88 – 93        | Auxilium Torino | Palagranata |
| Giovanni Gebbia Allenatori Federico Danna |               |                |                 |             |
|                                           |               |                |                 |             |
| Giovanni Gebbia                           | Allenatori    | Federico Danna |                 |             |

| Forlì 22 dicembre 1993 13ª giornata     | Libertas Forlì | 99 – 90         | Pall. Trapani | PalaGalassi |
| Piero Pasini Allenatori Giovanni Gebbia |                |                 |               |             |
|                                         |                |                 |               |             |
| Piero Pasini                            | Allenatori     | Giovanni Gebbia |               |             |

| Trapani 2 gennaio 1994 14ª giornata        | Pall. Trapani | 76 – 91         | Aurora Desio | Palagranata |
| Giovanni Gebbia Allenatori Giampiero Hruby |               |                 |              |             |
|                                            |               |                 |              |             |
| Giovanni Gebbia                            | Allenatori    | Giampiero Hruby |              |             |

| Udine 9 gennaio 1994 15ª giornata | Libertas Udine | 86 – 73         | Pall. Trapani | PalaCarnera |
| Allenatori Giovanni Gebbia        |                |                 |               |             |
|                                   |                |                 |               |             |
|                                   | Allenatori     | Giovanni Gebbia |               |             |

#### Girone di ritorno
| Siena 16 gennaio 1994 16ª giornata         | Mens Sana Siena | 71 – 65         | Pall. Trapani | PalaEstra |
| Cesare Pancotto Allenatori Giancarlo Sacco |                 |                 |               |           |
|                                            |                 |                 |               |           |
| Cesare Pancotto                            | Allenatori      | Giancarlo Sacco |               |           |

| Trapani 23 gennaio 1994 17ª giornata        | Pall. Trapani | 81 – 80          | Basket Rimini | Palagranata |
| Giancarlo Sacco Allenatori Massimo Bernardi |               |                  |               |             |
|                                             |               |                  |               |             |
| Giancarlo Sacco                             | Allenatori    | Massimo Bernardi |               |             |

| Napoli 30 gennaio 1994 18ª giornata | Basket Napoli | 71 – 73         | Pall. Trapani | PalaVesuvio |
| Allenatori Giancarlo Sacco          |               |                 |               |             |
|                                     |               |                 |               |             |
|                                     | Allenatori    | Giancarlo Sacco |               |             |

| Trapani 6 febbraio 1994 19ª giornata       | Pall. Trapani | 92 – 99         | Fabriano Basket | Palagranata |
| Giancarlo Sacco Allenatori Massimo Mangano |               |                 |                 |             |
|                                            |               |                 |                 |             |
| Giancarlo Sacco                            | Allenatori    | Massimo Mangano |                 |             |

| Vicenza 13 febbraio 1994 20ª giornata | Vicenza    | 84 – 77         | Pall. Trapani | Palasport Città di Vicenza |
| Allenatori Giancarlo Sacco            |            |                 |               |                            |
|                                       |            |                 |               |                            |
|                                       | Allenatori | Giancarlo Sacco |               |                            |

| Milano 20 febbraio 1994 21ª giornata | Aresium    | 83 – 74         | Pall. Trapani | Mediolanum Forum |
| Allenatori Giancarlo Sacco           |            |                 |               |                  |
|                                      |            |                 |               |                  |
|                                      | Allenatori | Giancarlo Sacco |               |                  |

| Trapani 27 febbraio 1994 22ª giornata | Pall. Trapani | 101 – 99 | Petrarca | Palagranata |
| Giancarlo Sacco Allenatori            |               |          |          |             |
|                                       |               |          |          |             |
| Giancarlo Sacco                       | Allenatori    |          |          |             |

| Ferrara 6 marzo 1994 23ª giornata | Pall. Ferrara | 102 – 82        | Pall. Trapani | PalaSegest |
| Allenatori Giancarlo Sacco        |               |                 |               |            |
|                                   |               |                 |               |            |
|                                   | Allenatori    | Giancarlo Sacco |               |            |

| Trapani 13 marzo 1994 24ª giornata         | Pall. Trapani | 78 – 77         | Pall. Varese | Palagranata |
| Giancarlo Sacco Allenatori Edoardo Rusconi |               |                 |              |             |
|                                            |               |                 |              |             |
| Giancarlo Sacco                            | Allenatori    | Edoardo Rusconi |              |             |

| Pavia 20 marzo 1994 25ª giornata        | Pall. Pavia | 98 – 92         | Pall. Trapani | PalaRavizza |
| Attilio Caja Allenatori Giancarlo Sacco |             |                 |               |             |
|                                         |             |                 |               |             |
| Attilio Caja                            | Allenatori  | Giancarlo Sacco |               |             |

| Trapani 24 marzo 1994 26ª giornata             | Pall. Trapani | 86 – 75             | Dinamo Sassari | Palagranata |
| Giancarlo Sacco Allenatori Marcello Perazzetti |               |                     |                |             |
|                                                |               |                     |                |             |
| Giancarlo Sacco                                | Allenatori    | Marcello Perazzetti |                |             |

| Torino 27 marzo 1994 27ª giornata         | Auxilium Torino | 84 – 77         | Pall. Trapani | PalaRuffini |
| Dido Guerrieri Allenatori Giancarlo Sacco |                 |                 |               |             |
|                                           |                 |                 |               |             |
| Dido Guerrieri                            | Allenatori      | Giancarlo Sacco |               |             |

| Trapani 31 marzo 1994 28ª giornata       | Pall. Trapani | 87 – 81       | Libertas Forlì | Palagranata |
| Giancarlo Sacco Allenatori Piero Millina |               |               |                |             |
|                                          |               |               |                |             |
| Giancarlo Sacco                          | Allenatori    | Piero Millina |                |             |

| Desio 2 aprile 1994 29ª giornata           | Aurora Desio | 105 – 92        | Pall. Trapani | PalaDesio |
| Giampiero Hruby Allenatori Giancarlo Sacco |              |                 |               |           |
|                                            |              |                 |               |           |
| Giampiero Hruby                            | Allenatori   | Giancarlo Sacco |               |           |

| Trapani 10 aprile 1994 30ª giornata                                                                  | Pall. Trapani | 93 – 83 (39-35) | Libertas Udine | Palagranata |
| Rowan 32 Punti 30 Anderson Lokar 5 Assist - Rolle 16 Rimbalzi 11 Anderson Giancarlo Sacco Allenatori |               |                 |                |             |
| |               |                 |                |             |
| Rowan 32                                                                                             | Punti         | 30 Anderson     |                |             |
| Lokar 5                                                                                              | Assist        | -               |                |             |
| Rolle 16                                                                                             | Rimbalzi      | 11 Anderson     |                |             |
| Giancarlo Sacco                                                                                      | Allenatori    |                 |                |             |

### Coppa Italia

#### Sedicesimi di finale
| Trapani 5 settembre 1993 andata                | Pall. Trapani | 100 – 82            | LP Livorno | Palagranata |
| Giovanni Gebbia Allenatori Gianfranco Lombardi |               |                     |            |             |
|                                                |               |                     |            |             |
| Giovanni Gebbia                                | Allenatori    | Gianfranco Lombardi |            |             |

| Livorno 9 settembre 1993 ritorno               | LP Livorno | 93 – 99         | Pall. Trapani | PalaMacchia |
| Gianfranco Lombardi Allenatori Giovanni Gebbia |            |                 |               |             |
|                                                |            |                 |               |             |
| Gianfranco Lombardi                            | Allenatori | Giovanni Gebbia |               |             |

#### Ottavi di finale
| Trapani 12 settembre 1993 andata           | Pall. Trapani | 79 – 79         | Olimpia Pistoia | Palagranata |
| Giovanni Gebbia Allenatori Giovanni Papini |               |                 |                 |             |
|                                            |               |                 |                 |             |
| Giovanni Gebbia                            | Allenatori    | Giovanni Papini |                 |             |

| Pistoia 16 settembre 1993 ritorno          | Olimpia Pistoia | 90 – 89         | Pall. Trapani | PalaCarrara |
| Giovanni Papini Allenatori Giovanni Gebbia |                 |                 |               |             |
|                                            |                 |                 |               |             |
| Giovanni Papini                            | Allenatori      | Giovanni Gebbia |               |             |